# Шкуратівці
Шкура́тівці — село в Україні, в Закарпатській області, Мукачівському районі.

## Релігія
Відомостей про старі церкви не виявлено. У селі згадують, що колись на пагорбі навпроти теперішньої церкви стояла дерев'яна каплиця. Невелику муровану базилічну церкву посвятили в лютому 1906 р. Землю для церкви виділили господарі Іван Совзан та Туряниця. Гарний іконостас, вирізьблений І. Павлишинцем, встановили в першій половині 1930-х років. Ікони, за винятком празникового ряду, перемалювали. Затишний інтер'єр з крутим арковим склепінням спочатку просто побілили.
Біля церкви — два муровані хрести, один з яких вирішили поставити в 1906 р. Іван Прокопець та Марія Газуда.

## Географія
Селом тече річка Кучава.

## Туристичні місця
- храм Покрови пр. Богородиці. 1906.
- сквер Небесної сотні

## Населення
Згідно з переписом УРСР 1989 року чисельність наявного населення села становила 151 особа, з яких 68 чоловіків та 83 жінки.
За переписом населення України 2001 року в селі мешкало 113 осіб. 100 % населення вказало своєю рідною мовою українську мову.